# カウボーイ (映画)
『カウボーイ』（Cowboy）は1958年のアメリカ合衆国の西部劇映画。監督はデルマー・デイヴィス、出演はグレン・フォードとジャック・レモンなど。原作はフランク・ハリスの半自伝的小説『カウボーイとしての私の回想』。
脚本にはダルトン・トランボも参加していたが、当時ハリウッド・テンの1人としてブラックリストに登録されていたため、ノンクレジットとなった。

## ストーリー
1871年の秋、フランク・ハリス（ジャック・レモン）はシカゴのホテル従業員で、ホテルの宿泊客でメキシコの牛王セニョール・ビダルの娘であるマリアと恋に落ちている。この関係を知ったセニョール・ビダルは、ハリスに近づかないように命令し、娘を連れてすぐにメキシコに戻る手配をする。
一方、経験豊富なトム・リース (グレン・フォード) は牛追いを終え、またシカゴにやってきた。
カウボーイにあこがれていたハリスは、愛するマリアと再会するためにメキシコへの牛の買い付け旅行に同行するが、カウボーイ生活の現実が期待していたものではないことに気づく。
目的地に到着したハリスは、マリアが結婚したことを知りショックを受ける。

## キャスト
| 役名             | 俳優                           | 日本語吹替                                 | 日本語吹替 |
| 役名             | 俳優                           | フジテレビ版                               | テレビ版2  |
| ---------------- | ------------------------------ | ------------------------------------------ | ---------- |
| トム・リース     | グレン・フォード               | 戸浦六宏                                   | 木村幌     |
| フランク・ハリス | ジャック・レモン               | 愛川欽也                                   |            |
| マリア・ビダル   | アンナ・カシュフィ             | 信沢三恵子                                 |            |
| ドク・ベンダー   | ブライアン・ドンレヴィ         | 大宮悌二                                   |            |
| チャーリー       | ディック・ヨーク               | 青野武                                     |            |
| パコ・メンドーサ | ビクトル・マヌエル・メンドーサ | 寺島幹夫                                   |            |
| 不明 その他      |                                | 宮内幸平 肝付兼太 国坂伸 兼本新吾 野島昭生 |            |
|                  |                                |                                            |            |
| 演出             | 演出                           | 斉藤敏夫                                   |            |
| 翻訳             | 翻訳                           | 飯嶋永昭                                   |            |
| 効果             |                                |                                            |            |
| 調整             |                                |                                            |            |
| 制作             | 制作                           | 東北新社                                   |            |
| 解説             |                                |                                            |            |
| 初回放送         | 初回放送                       | 1975年9月16日 『ゴールデン洋画劇場』       |            |

## スタッフ
- 監督：デルマー・デイヴィス
- 製作：ジュリアン・ブロースタイン（英語版）
- 原作：フランク・ハリス
- 脚本：エドマンド・H・ノース（英語版）、ダルトン・トランボ（ノンクレジット）
- 撮影：チャールズ・ロートン・Jr
- 音楽：ジョージ・ダニング（英語版）、モリス・W・ストロフ
- タイトルデザイン：ソウル・バス

## 評価
第31回アカデミー賞でアル・クラークとウィリアム・ライオンが編集賞にノミネートされた。